# Đại sứ thiện chí UNFPA
Các Đại sứ thiện chí của UNFPA là người sử dụng tài năng hay sự nổi tiếng của mình để truyền bá tư tưởng của UNFPA, đặc biệt là thu hút sự chú ý của giới truyền thông. Chất chuyên ngành khác nhau của người ủng hộ bao gồm những người hoạt động vì hòa bình, hoạt động thể thao, hay làm Đặc phái viên.

## Các Đại sứ thiện chí UNFPA
Các Đại sứ thiện chí
| Đại sứ                                    | Nước          | Bổ nhiệm |
| ----------------------------------------- | ------------- | -------- |
| H.R.H. Crown Princess Mary of Denmark     | Đan Mạch      | 2010     |
| Goedele Liekens                           | Bỉ            |          |
| Queen Mother Ashi Sangay Choden Wangchuck | Bhutan        |          |
| Catarina Furtado                          | Bồ Đào Nha    |          |
| Yuko Arimori                              | Nhật Bản      | 2002     |
| Công chúa Basma bint Talal                | Jordan        | 2001     |
| Alfred Biolek                             | Đức           | 2001     |
| Lara Dutta                                | Ấn Độ         | 2001     |
| Mpule Kwelagobe                           | Nam Phi       | 2000     |
| Chea Samnang                              | Campuchia     | 2000     |
| Bertrand Piccard                          | Thụy Sĩ       | 1999     |
| Manisha Koirala                           | Ấn Độ · Nepal | 1999     |
| Mary Banotti                              | Ireland       | 1999     |
| Shabana Azmi                              | Ấn Độ         | 1998     |
| Geri Halliwell                            | Anh Quốc      | 1998     |